# Ferdinand Vandeveer Hayden

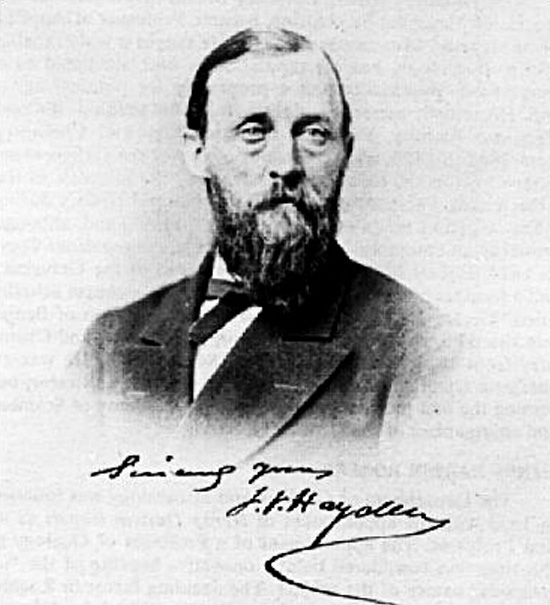
Ferdinand Vandeveer Hayden

Ferdinand Vandeveer Hayden (* 7. September 1829 in Westfield, Massachusetts; † 22. Dezember 1887 in Philadelphia, Pennsylvania) war ein US-amerikanischer Geologe, der für seine Pionier-Studien im 19. Jahrhundert in den Rocky Mountains bekannt ist.

## Werdegang
Als Ferdinand Hayden zehn Jahre alt war, starb sein Vater. Ferdinand Hayden zog zu seinem Onkel nach Ohio. Mit 16 Jahren begann er zu unterrichten, zwei Jahre später trat er in das Oberlin College ein und schloss im Jahre 1850 ab. Anschließend studierte er im Albany Medical College im US-Bundesstaat New York. Dieses schloss er 1853 ab. Das Medizin-Studium benutzte Hayden mehr als Hintergrundwissen, denn als Beruf. Dank dem Einfluss des Paläontologen und Geologen des Bundesstaates New York, Professor James Hall, begann er sich immer stärker für die Geologie zu interessieren. Unter anderem nahm er an der geologischen Erkundung von Nebraska teil. Ab 1856 führte er für die amerikanische Regierung eine Reihe von Untersuchungen in den 109 Western Territories durch. Ein Ergebnis davon war der „geologische Bericht der Erkundung des Yellowstone River und des Missouri River von 1859–1860“ (Geological Report of the Exploration of the Yellowstone and Missouri Rivers in 1859–1860). Etwa zur selben Zeit wurde er Mitglied des Megatherium Club der Smithsonian Institution in Washington, D.C.

## Militärarzt und Forschungsreisender
Im Amerikanischen Bürgerkrieg diente er als Militärarzt und arbeitete sich zum ersten medizinischen Offizier in der Shenandoah-Armee empor. Nach dem Krieg schied er im Rang eines Oberstleutnants (Lieutenant Colonel) aus der Armee aus. Zwei Jahre später wurde er zum Direktor der „geologischen und geografischen Erforschung der US-Territorien“ ernannt. Diese Funktion übte er zwölf Jahre lang aus. Während dieser Zeit unternahm er jährliche Forschungsreisen, von denen eine Reihe wertvoller Erkenntnisse in sämtlichen Fachgebieten der Naturkunde und der Wirtschaftswissenschaft resultierten. Außerdem veröffentlichte er 1877 seinen „geologischen und geografischen Atlas von Colorado“ (Geological and Geographical Atlas of Colorado).

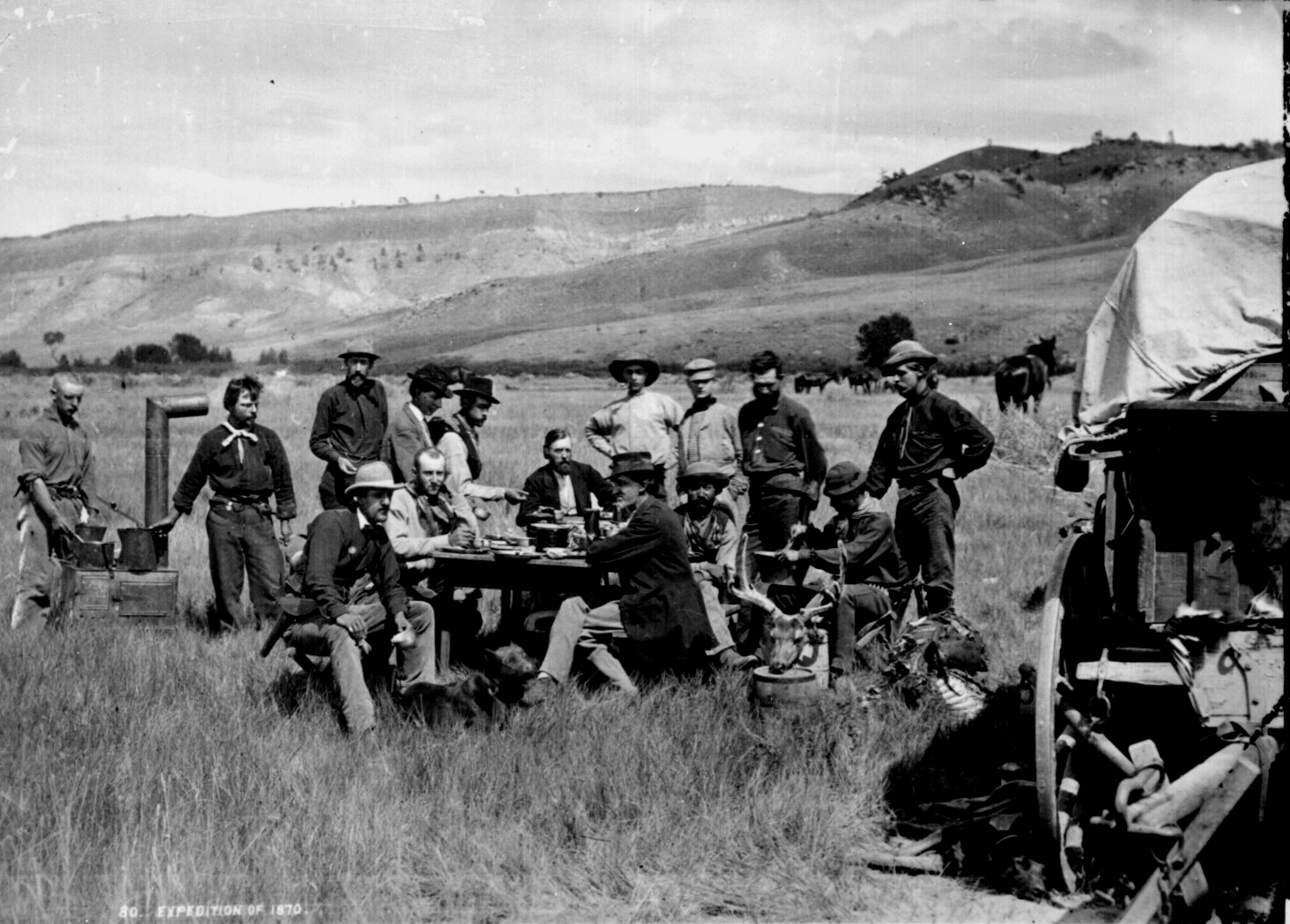
Mittagessen im Camp der Hayden-Expedition. Hayden im dunklen Jacket sitzt in der Mitte des Bildes.

1872 trug Hayden mit seiner Expedition vom Vorjahr entscheidend zur Gründung des Yellowstone als erstem Nationalpark der Welt bei, indem er den Fotografen William Henry Jackson und den Maler Thomas Moran als Expeditionsteilnehmer angeheuert hatte. Deren Bilder und Fotos von der Yellowstone-Gegend übten bei den Regierungsverantwortlichen eine große Faszination aus, was schließlich zur Gründung des Nationalparks führte. Bereits zuvor hatten frühere Besucher des Yellowstone-Gebiets, wie John Colter und Jim Bridger, über die Wunder des Yellowstones berichtet, ihnen war aber kaum Glaube geschenkt worden. 1872 und 1878 leitete er weitere Forschungsreisen in das Yellowstone-Gebiet.
Andere Reisen führten ihn zu den Mesa-Verde-Ruinen in Colorado und den Pueblos im Südwesten der Vereinigten Staaten.
Nach der Errichtung des US Geological Survey im Jahre 1879 arbeitete er weitere sieben Jahre als Geologe, bevor er aus gesundheitlichen Gründen die Arbeit einstellen musste. Am 22. Dezember 1887 starb er in Philadelphia.

## Ehrungen
Seit 1860 war Hayden Mitglied der American Philosophical Society und seit 1873 der National Academy of Sciences. 1881 wurde er zum Mitglied der Deutschen Akademie der Naturforscher Leopoldina gewählt.
Ferdinand Vandeveer Hayden war Ehrenmitglied des Thüringisch-Sächsischen Vereins für Erdkunde.
Im Tal des Yampa Rivers in Colorado ist ein Ort nach ihm benannt.

## Schriften (Auswahl)
- On the Geology and Natural History of the upper Missouri: Being the Substance of a report made to Lieut. G.K. Warren, T.E. U.S.A. C. Sherman & Son, Philadelphia 1862, (online).
- Geological Report of the Exploration of the Yellowstone and Missouri Rivers in 1859–1860 (1869)
- Sun Pictures of Rocky Mountain Scenery (1870)
- The Yellowstone National Park, illustrated by chromolithographic reproductions of water-colour sketches by Thomas Moran (1876)
- Geological and Geographical Atlas of Colorado (1877)
- The Great West: its Attractions and Resources (1880)

Außerdem veröffentlichte er zusammen mit Fielding Bradford Meek: Palaeontology of the Upper Missouri, Pt. 1, Invertebrate. (Smithsonian Institution Contributions, v. 14. Art. 4). Seine wertvollen Notizen über die Dialekte der US-Indianer erschienen in The Transactions of the American Philosophical Society (1862), in The American Journal of Science (1862) und in The Proceedings of the American Philosophical Society (1869).